# Lőrinci
Lőrinci is een plaats (város) en gemeente in het Hongaarse comitaat Heves. Lőrinci telt 5557 inwoners (2015) en is gelegen op de rechteroever van de Zagyva, in het westen van Heves. 
In Lőrinci, dat sinds de 18de eeuw ook het noordelijker gelegen Selyp omvat, bevindt zich een energiecentrale. Ook was hier tot 1990 een suikerfabriek gevestigd. 
Tot de herindeling van 1950 behoorde Lőrinci tot het comitaat Nógrád. In 1990 en 1991 werden respectievelijk Petőfibánya en Zagyvaszántó van Lőrinci afgesplitst. Een jaar later kreeg Lőrinci de status van stad.

## Zustersteden

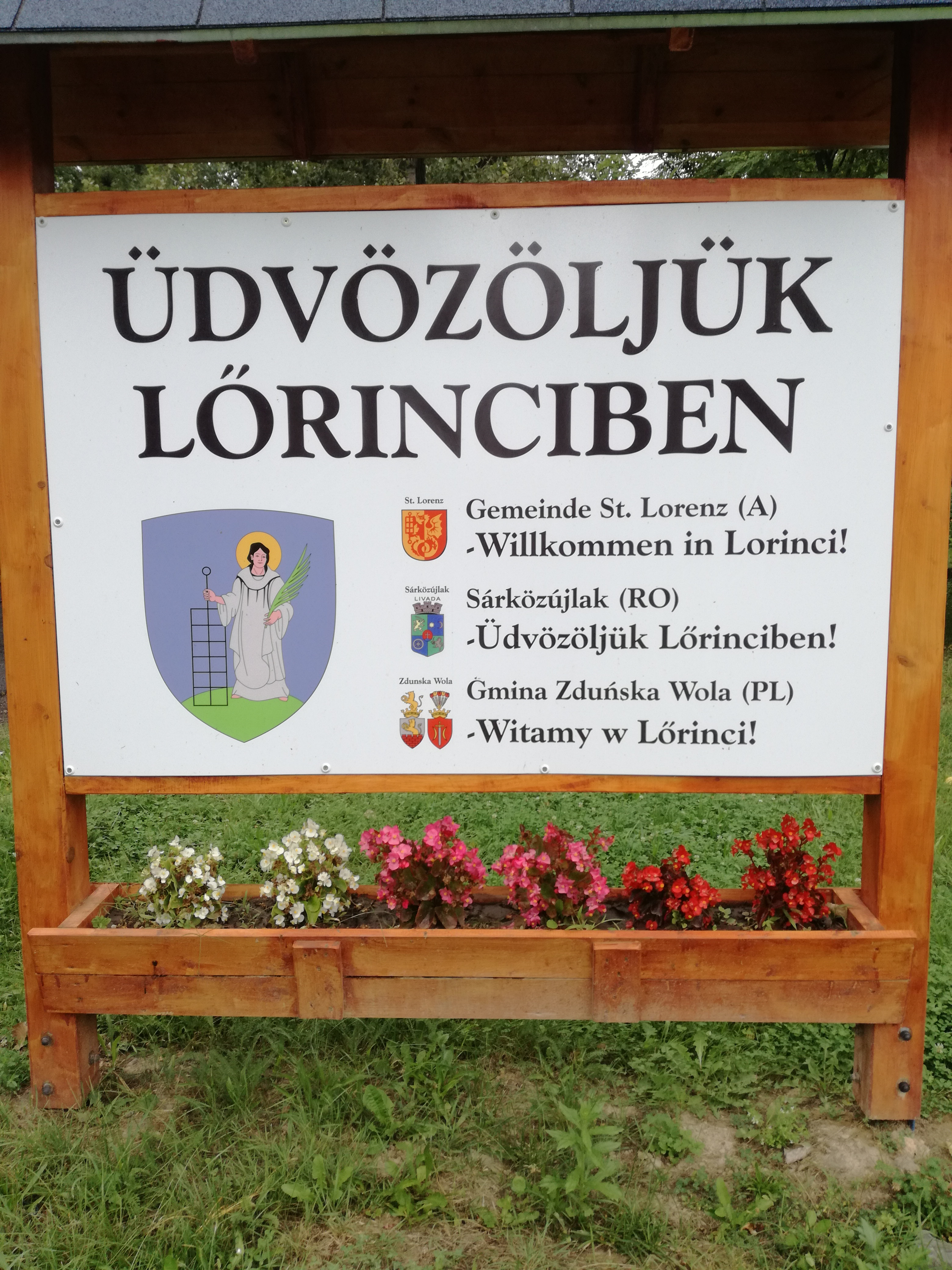

Lőrinci onderhoudt jumelages met Casalmaggiore, Santa Maria di Licodia (beide Italië), Zduńska Wola (Polen) en Sankt Lorenz (Oostenrijk).
Stad met comitaatsrecht (megyei jogú város): Eger

Steden (város): Bélapátfalva · Füzesabony · Gyöngyös · Gyöngyöspata · Hatvan · Heves · Kisköre · Lőrinci · Pétervására · Verpelét

Vlekken (nagyközség): Kál  · Parád  · Recsk

Overige gemeenten (község): Abasár · Adács · Aldebrő · Andornaktálya · Apc · Átány · Atkár · Balaton · Bátor · Bekölce · Besenyőtelek · Boconád · Bodony · Boldog · Bükkszék · Bükkszenterzsébet · Bükkszentmárton · Csány · Demjén · Detk · Domoszló · Dormánd · Ecséd · Egerbakta · Egerbocs · Egercsehi · Egerfarmos · Egerszalók · Egerszólát · Erdőkövesd · Erdőtelek · Erk · Fedémes · Feldebrő · Felsőtárkány · Gyöngyöshalász · Gyöngyösoroszi · Gyöngyössolymos · Gyöngyöstarján · Halmajugra · Heréd · Hevesaranyos · Hevesvezekény · Hort · Istenmezeje · Ivád · Kápolna · Karácsond · Kerecsend · Kisfüzes · Kisnána · Kömlő · Kompolt · Ludas · Maklár · Markaz · Mátraballa · Mátraderecske · Mátraszentimre · Mezőszemere · Mezőtárkány · Mikófalva · Mónosbél · Nagyfüged · Nagykökényes · Nagyréde · Nagytálya · Nagyút · Nagyvisnyó · Noszvaj · Novaj · Ostoros · Parádsasvár · Pély · Petőfibánya · Poroszló · Rózsaszentmárton · Sarud · Sirok · Szajla · Szarvaskő · Szentdomonkos · Szihalom · Szilvásvárad · Szúcs · Szűcsi · Tarnabod · Tarnalelesz · Tarnaméra · Tarnaörs · Tarnaszentmária · Tarnaszentmiklós · Tarnazsadány · Tenk · Terpes · Tiszanána · Tófalu · Újlőrincfalva · Vámosgyörk · Váraszó · Vécs · Visonta · Visznek · Zagyvaszántó · Zaránk